# Xi Zang xiao zi
Xi Zang xiao zi (chiń. 西藏小子) – chińsko–hongkoński film akcji fantasy z 1992 roku w reżyserii Yuena Biao.
Film zarobił 10 384 155 dolarów hongkońskich w Hongkongu.

## Obsada
Źródło: Filmweb

- Michael Dingo – Michael
- Roy Chiao – Robinson
- Nina Li – siostra czarownika
- Yuen Wah – Czarownik Czarnego Oddziału
- Yuen Biao – Wong La
- Michelle Reis – Chiu Seng-Neng
- Chau Sang Lau – tybetański giermek
- Billy Lau – ochroniarz na lotnisku
- Wu Ma – mistrz Wonga
- Lay Kah – tybetański giermek
- Jackie Chan – cameo